# Skylar Grey/Diskografie
Diese Diskografie ist eine Übersicht über die musikalischen Werke der US-amerikanischen Sängerin und Songwriterin Skylar Grey. Den Schallplattenauszeichnungen zufolge hat sie bisher mehr als 29,8 Millionen Tonträger verkauft, davon alleine in ihrem Heimatland über 22 Millionen. Ihre erfolgreichste Veröffentlichung ist die Autorenbeteiligung Love the Way You Lie mit mehr als 19,6 Millionen verkauften Einheiten.

## Alben

### Studioalben
| Jahr | Titel Musiklabel                         | Höchstplatzierung, Gesamtwochen, AuszeichnungChartplatzierungen (Jahr, Titel, Musiklabel, Platzierungen, Wochen, Auszeichnungen, Anmerkungen) | Höchstplatzierung, Gesamtwochen, AuszeichnungChartplatzierungen (Jahr, Titel, Musiklabel, Platzierungen, Wochen, Auszeichnungen, Anmerkungen) | Höchstplatzierung, Gesamtwochen, AuszeichnungChartplatzierungen (Jahr, Titel, Musiklabel, Platzierungen, Wochen, Auszeichnungen, Anmerkungen) | Höchstplatzierung, Gesamtwochen, AuszeichnungChartplatzierungen (Jahr, Titel, Musiklabel, Platzierungen, Wochen, Auszeichnungen, Anmerkungen) | Höchstplatzierung, Gesamtwochen, AuszeichnungChartplatzierungen (Jahr, Titel, Musiklabel, Platzierungen, Wochen, Auszeichnungen, Anmerkungen) | Anmerkungen                                        |
| Jahr | Titel Musiklabel                         | DE | AT | CH | UK | US | Anmerkungen                                        |
| ---- | ---------------------------------------- | --- | --- | --- | --- | --- | -------------------------------------------------- |
| 2006 | Like Blood Like Honey Machine Shop (WEA) | — | — | — | — | — | Erstveröffentlichung: 6. Juni 2006 als Holly Brook |
| 2013 | Don’t Look Down KIDinaKORNER (UMG)       | — | — | — | — | US8 (3 Wo.)US | Erstveröffentlichung: 9. Juli 2013                 |
| 2016 | Natural Causes KIDinaKORNER (UMG)        | — | — | — | — | — | Erstveröffentlichung: 23. September 2016           |
| 2022 | Skylar Grey Selbstverlag                 | — | — | — | — | — | Erstveröffentlichung: 28. April 2022               |

### EPs
- 2005: Holly Brook EP (als Holly Brook)
- 2005: Sony Connect Sets (als Holly Brook)
- 2010: O’Dark:Thirty EP (als Holly Brook)
- 2012: The Buried Sessions
- 2013: iTunes Session
- 2019: Angel with Tattoos
- 2020: Make It Through the Day

## Singles

### Als Leadmusikerin
| Jahr | Titel Album                                                                        | Höchstplatzierung, Gesamtwochen, AuszeichnungChartplatzierungen (Jahr, Titel, Album, Platzierungen, Wochen, Auszeichnungen, Anmerkungen) | Höchstplatzierung, Gesamtwochen, AuszeichnungChartplatzierungen (Jahr, Titel, Album, Platzierungen, Wochen, Auszeichnungen, Anmerkungen) | Höchstplatzierung, Gesamtwochen, AuszeichnungChartplatzierungen (Jahr, Titel, Album, Platzierungen, Wochen, Auszeichnungen, Anmerkungen) | Höchstplatzierung, Gesamtwochen, AuszeichnungChartplatzierungen (Jahr, Titel, Album, Platzierungen, Wochen, Auszeichnungen, Anmerkungen) | Höchstplatzierung, Gesamtwochen, AuszeichnungChartplatzierungen (Jahr, Titel, Album, Platzierungen, Wochen, Auszeichnungen, Anmerkungen) | Anmerkungen                                                                               |
| Jahr | Titel Album                                                                        | DE | AT | CH | UK | US | Anmerkungen                                                                               |
| ---- | ---------------------------------------------------------------------------------- | --- | --- | --- | --- | --- | ----------------------------------------------------------------------------------------- |
| 2011 | Invisible –                                                                        | DE86 (1 Wo.)DE | — | — | UK63 (1 Wo.)UK | — | Erstveröffentlichung: 9. August 2011                                                      |
| 2012 | C’mon Let Me Ride Don’t Look Down                                                  | — | — | — | — | — | Erstveröffentlichung: 11. Dezember 2012 feat. Eminem                                      |
| 2013 | Final Warning Don’t Look Down                                                      | — | — | — | — | — | Erstveröffentlichung: 16. April 2013                                                      |
| 2013 | Wear Me Out Don’t Look Down                                                        | — | — | — | — | — | Erstveröffentlichung: 4. Juni 2013                                                        |
| 2015 | Words The Buried Sessions                                                          | — | — | — | — | — | Erstveröffentlichung: 10. März 2015                                                       |
| 2015 | Cannonball –                                                                       | — | — | — | — | — | Erstveröffentlichung: 25. September 2015 feat. X Ambassadors                              |
| 2016 | Moving Mountains Natural Causes                                                    | — | — | — | — | — | Erstveröffentlichung: 1. April 2016                                                       |
| 2016 | Off Road Natural Causes                                                            | — | — | — | — | — | Erstveröffentlichung: 24. Juni 2016                                                       |
| 2016 | Come Up for Air Natural Causes                                                     | — | — | — | — | — | Erstveröffentlichung: 2. September 2016                                                   |
| 2016 | Lemonade Natural Causes                                                            | — | — | — | — | — | Erstveröffentlichung: 16. September 2016                                                  |
| 2019 | Shame on You Angel with Tattoos                                                    | — | — | — | — | — | Erstveröffentlichung: 26. August 2019                                                     |
| 2019 | Angel with Tattoos                                                                 | — | — | — | — | — | Erstveröffentlichung: 27. September 2019                                                  |
| 2020 | Dark Thoughts –                                                                    | — | — | — | — | — | Erstveröffentlichung: 1. Mai 2020                                                         |
| 2020 | Goosebumps –                                                                       | — | — | — | — | — | Erstveröffentlichung: 10. Juni 2020                                                       |
| 2020 | Sunscreen –                                                                        | — | — | — | — | — | Erstveröffentlichung: 3. Juli 2020                                                        |
| 2020 | Fucking Crazy –                                                                    | — | — | — | — | — | Erstveröffentlichung: 2. Oktober 2020                                                     |
| 2020 | Sideways –                                                                         | — | — | — | — | — | Erstveröffentlichung: 9. Oktober 2020                                                     |
| 2020 | Make It Through the Day –                                                          | — | — | — | — | — | Erstveröffentlichung: 6. November 2020                                                    |
| 2021 | Last One Standing Venom: Let There Be Carnage (Original Motion Picture Soundtrack) | DE84 (1 Wo.)DE | — | CH48 (1 Wo.)CH | UK46 (5 Wo.)UK | US78 Gold · (1 Wo.)US | Erstveröffentlichung: 30. September 2021 feat. Polo G, Mozzy & Eminem Verkäufe: + 520.000 |
| 2022 | Falling Apart Skylar Grey                                                          | — | — | — | — | — | Erstveröffentlichung: 17. März 2022                                                       |
| 2022 | Show Me Where It Hurts Skylar Grey                                                 | — | — | — | — | — | Erstveröffentlichung: 7. April 2022                                                       |

### Als Gastmusikerin
| Jahr | Titel Album                                       | Höchstplatzierung, Gesamtwochen, AuszeichnungChartplatzierungen (Jahr, Titel, Album, Platzierungen, Wochen, Auszeichnungen, Anmerkungen) | Höchstplatzierung, Gesamtwochen, AuszeichnungChartplatzierungen (Jahr, Titel, Album, Platzierungen, Wochen, Auszeichnungen, Anmerkungen) | Höchstplatzierung, Gesamtwochen, AuszeichnungChartplatzierungen (Jahr, Titel, Album, Platzierungen, Wochen, Auszeichnungen, Anmerkungen) | Höchstplatzierung, Gesamtwochen, AuszeichnungChartplatzierungen (Jahr, Titel, Album, Platzierungen, Wochen, Auszeichnungen, Anmerkungen) | Höchstplatzierung, Gesamtwochen, AuszeichnungChartplatzierungen (Jahr, Titel, Album, Platzierungen, Wochen, Auszeichnungen, Anmerkungen) | Anmerkungen                                                                                |
| Jahr | Titel Album                                       | DE | AT | CH | UK | US | Anmerkungen                                                                                |
| --- | ------------------------------------------------- | --- | --- | --- | --- | --- | ------------------------------------------------------------------------------------------ |
| 2006 | Where’d You Go The Rising Tied                    | DE18 (12 Wo.)DE | AT29 (14 Wo.)AT | CH62 (4 Wo.)CH | — | US4 Platin · (20 Wo.)US | Erstveröffentlichung: 14. April 2006 Fort Minor feat. Holly Brook & Jonah Matranga         |
| 2010 | Coming Home Last Train to Paris                   | DE4 Platin · (24 Wo.)DE | AT8 (22 Wo.)AT | CH1 Platin · (32 Wo.)CH | UK4 Platin · (17 Wo.)UK | US11 ×2Doppelplatin · (24 Wo.)US | Erstveröffentlichung: 21. November 2010 Diddy-Dirty Money feat. Skylar Grey                |
| 2011 | I Need a Doctor –                                 | DE25 Gold · (8 Wo.)DE | AT38 (13 Wo.)AT | CH33 (15 Wo.)CH | UK8 Platin · (21 Wo.)UK | US4 ×2Doppelplatin · (20 Wo.)US | Erstveröffentlichung: 1. Februar 2011 Dr. Dre feat. Eminem & Skylar Grey                   |
| 2011 | Words I Never Said Lasers                         | — | — | — | — | US89 Gold · (1 Wo.)US | Erstveröffentlichung: 8. Februar 2011 Lupe Fiasco feat. Skylar Grey                        |
| 2012 | Room for Happiness Fire & Ice                     | — | — | — | — | — | Erstveröffentlichung: 18. Mai 2012 Kaskade feat. Skylar Grey                               |
| 2014 | Shot Me Down Listen                               | DE13 Gold · (29 Wo.)DE | AT9 Gold · (25 Wo.)AT | CH6 Gold · (18 Wo.)CH | UK4 Gold · (10 Wo.)UK | — | Erstveröffentlichung: 20. Januar 2014 Verkäufe: + 1.001.400;David Guetta feat. Skylar Grey |
| 2014 | Bed of Lies The Pinkprint                         | — | — | — | UK73 (2 Wo.)UK | US62 (6 Wo.)US | Erstveröffentlichung: 16. November 2014 Nicki Minaj feat. Skylar Grey                      |
| 2016 | Beneath with Me –                                 | — | — | — | — | — | Erstveröffentlichung: 7. Oktober 2016 Kaskade & Deadmau5 feat. Skylar Grey                 |
| 2017 | Periscope Crooked Teeth                           | — | — | — | — | — | Erstveröffentlichung: 31. März 2017 Papa Roach feat. Skylar Grey                           |
| 2017 | Glorious Gemini                                   | DE15 (26 Wo.)DE | AT12 (28 Wo.)AT | CH17 (36 Wo.)CH | UK23 Platin · (16 Wo.)UK | US49 ×3Dreifachplatin · (19 Wo.)US | Erstveröffentlichung: 15. Juni 2017 Macklemore feat. Skylar Grey                           |
| Folgende Lieder erschienen nicht als Single, wurden aber durch das Album zum Download und Streaming bereitgestellt und konnten somit eine Platzierung erlangen: |                                                   | | | | | |                                                                                            |
| |                                                   | | | | | |                                                                                            |
| 2017 | Tragic Endings Revival                            | DE77 (1 Wo.)DE | — | — | — | — | Erstveröffentlichung: 15. Dezember 2017 Eminem feat. Skylar Grey                           |
| 2020 | Leaving Heaven Music to Be Murdered By            | — | — | — | — | US61 (1 Wo.)US | Erstveröffentlichung: 17. Januar 2020 Eminem feat. Skylar Grey                             |
| 2020 | Black Magic Music to Be Murdered By – Side B      | — | — | — | UK100 (1 Wo.)UK | — | Erstveröffentlichung: 18. Dezember 2020 Eminem feat. Skylar Grey                           |
| 2024 | Temporary The Death of Slim Shady (Coup de Grâce) | — | — | — | — | US56 (1 Wo.)US | Charteinstieg: 27. Juli 2024 Eminem feat. Skylar Grey                                      |

## Autorenbeteiligungen
| Jahr | Titel Interpretation                      | Höchstplatzierung, Gesamtwochen, AuszeichnungChartplatzierungen (Jahr, Titel, Interpretation, Platzierungen, Wochen, Auszeichnungen, Anmerkungen) | Höchstplatzierung, Gesamtwochen, AuszeichnungChartplatzierungen (Jahr, Titel, Interpretation, Platzierungen, Wochen, Auszeichnungen, Anmerkungen) | Höchstplatzierung, Gesamtwochen, AuszeichnungChartplatzierungen (Jahr, Titel, Interpretation, Platzierungen, Wochen, Auszeichnungen, Anmerkungen) | Höchstplatzierung, Gesamtwochen, AuszeichnungChartplatzierungen (Jahr, Titel, Interpretation, Platzierungen, Wochen, Auszeichnungen, Anmerkungen) | Höchstplatzierung, Gesamtwochen, AuszeichnungChartplatzierungen (Jahr, Titel, Interpretation, Platzierungen, Wochen, Auszeichnungen, Anmerkungen) | Anmerkungen                             |
| Jahr | Titel Interpretation                      | DE | AT | CH | UK | US | Anmerkungen                             |
| ---- | ----------------------------------------- | --- | --- | --- | --- | --- | --------------------------------------- |
| 2010 | Love the Way You Lie Eminem feat. Rihanna | DE1 ×2Doppelplatin · (43 Wo.)DE | AT1 ×4Vierfachplatin · (50 Wo.)AT | CH1 ×3Dreifachplatin · (50 Wo.)CH | UK2 ×5Fünffachplatin · (59 Wo.)UK | US1 ×3Diamant + Dreifachplatin · (29 Wo.)US | Erstveröffentlichung: 17. August 2010   |
| 2012 | Clarity Zedd feat. Foxes                  | DE94 (2 Wo.)DE | — | — | UK27 Silber · (14 Wo.)UK | US8 Platin · (17 Wo.)US | Erstveröffentlichung: 12. November 2012 |
| 2016 | Gangsta Kehlani                           | — | AT54 (3 Wo.)AT | — | UK57 (5 Wo.)UK | US41 (12 Wo.)US | Erstveröffentlichung: 1. August 2016    |
| 2017 | Walk on Water Eminem feat. Beyoncé        | DE16 (4 Wo.)DE | AT13 (4 Wo.)AT | CH5 (10 Wo.)CH | UK7 Silber · (9 Wo.)UK | US14 (5 Wo.)US | Erstveröffentlichung: 10. November 2017 |
| 2017 | Like Home Eminem feat. Alicia Keys        | DE52 (1 Wo.)DE | — | — | UK84 (2 Wo.)UK | — | Erstveröffentlichung: 15. Dezember 2017 |
| 2018 | Right Now Nick Jonas vs. Robin Schulz     | DE78 (1 Wo.)DE | — | CH72 (1 Wo.)CH | — | — | Erstveröffentlichung: 24. August 2018   |

## Sonderveröffentlichungen
Soundtrackbeiträge
- 2012: Dance Without You (Ricky Luna Remix) (Step Up Revolution)
- 2012: Building a Monster (Frankenweenie)
- 2013: Slowly Freaking Out (The Host)
- 2015: I Know You (Fifty Shades of Grey)
- 2015: I Will Return (Fast & Furious 7)
- 2016: Wreak Havoc (Suicide Squad: The Album)
- 2018: Everything I Need (Aquaman)
- 2022: My Heart Has Teeth (mit Deadmau5) (Resident Evil)

## Statistik

### Chartauswertung
|                     | DE    | AT    | CH    | UK    | US    |
| ------------------- | ----- | ----- | ----- | ----- | ----- |
| Nummer-eins-Alben   | DE—DE | AT—AT | CH—CH | UK—UK | US—US |
| Top-10-Alben        | DE—DE | AT—AT | CH—CH | UK—UK | US1US |
| Alben in den Charts | DE—DE | AT—AT | CH—CH | UK—UK | US1US |

|                       | DE    | AT    | CH    | UK    | US    |
| --------------------- | ----- | ----- | ----- | ----- | ----- |
| Nummer-eins-Singles   | DE—DE | AT—AT | CH1CH | UK—UK | US—US |
| Top-10-Singles        | DE1DE | AT2AT | CH2CH | UK3UK | US2US |
| Singles in den Charts | DE8DE | AT5AT | CH5CH | UK8UK | US7US |

| Autorenbeteiligungen in den Singlecharts \| \| DE \| AT \| CH \| UK \| US \| \| --------------------- \| ----- \| ----- \| ----- \| ----- \| ----- \| \| Nummer-eins-Singles \| DE1DE \| AT1AT \| CH1CH \| UK—UK \| US1US \| \| Top-10-Singles \| DE1DE \| AT1AT \| CH2CH \| UK2UK \| US2US \| \| Singles in den Charts \| DE5DE \| AT3AT \| CH3CH \| UK5UK \| US5US \| |       |       |       |       |       |
| | DE    | AT    | CH    | UK    | US    |
| Nummer-eins-Singles | DE1DE | AT1AT | CH1CH | UK—UK | US1US |
| Top-10-Singles | DE1DE | AT1AT | CH2CH | UK2UK | US2US |
| Singles in den Charts | DE5DE | AT3AT | CH3CH | UK5UK | US5US |

### Auszeichnungen für Musikverkäufe
| Goldene Schallplatte - Australien - 2024: für das Lied Leaving Heaven - Brasilien - 2024: für die Single Coming Home - 2024: für die Single Last One Standing - Dänemark - 2014: für das Streaming Shot Me Down - 2023: für die Single I Need a Doctor - Italien - 2014: für die Single Shot Me Down - Kanada - 2014: für die Single Shot Me Down - Neuseeland - 2011: für die Single Coming Home - 2013: für die Single C’mon Let Me Ride - 2015: für die Single Shot Me Down - Polen - 2015: für die Single I Know You - Portugal - 2019: für die Single Glorious - Spanien - 2014: für das Streaming Shot Me Down - 2024: für die Single Glorious - 2024: für die Single Shot Me Down | Platin-Schallplatte - Belgien - 2017: für die Single Glorious - Brasilien - 2024: für die Single I Need a Doctor - Dänemark - 2021: für die Single Glorious - Mexiko - 2015: für die Single Shot Me Down - Neuseeland - 2024: für die Single Bed of Lies - Norwegen - 2015: für die Single Bed of Lies - Polen - 2023: für die Single Glorious 2× Platin-Schallplatte - Australien - 2014: für die Single Shot Me Down - 2024: für die Single Bed of Lies - Italien - 2018: für die Single Glorious - Kanada - 2018: für die Single Glorious - Schweden - 2015: für die Single Shot Me Down - 2015: für die Single Bed of Lies | 3× Platin-Schallplatte - Australien - 2012: für die Single Coming Home 4× Platin-Schallplatte - Australien - 2022: für die Single I Need a Doctor 5× Platin-Schallplatte - Neuseeland - 2024: für die Single Glorious 6× Platin-Schallplatte - Australien - 2019: für die Single Glorious Diamantene Schallplatte - Frankreich - 2018: für die Single Glorious |

Anmerkung: Auszeichnungen in Ländern aus den Charttabellen bzw. Chartboxen sind in ebendiesen zu finden.
| Land/RegionAuszeichnungen für Musikverkäufe (Land/Region, Auszeichnungen, Verkäufe, Quellen) | Silber     | Gold       | Platin       | Diamant     | Verkäufe   | Quellen                           |
| -------------------------------------------------------------------------------------------- | ---------- | ---------- | ------------ | ----------- | ---------- | --------------------------------- |
| Australien (ARIA)                                                                            | —          | Gold1      | 17× Platin17 | —           | 1.225.000  | aria.com.au                       |
| Belgien (BRMA)                                                                               | —          | —          | Platin1      | —           | 30.000     | ultratop.be                       |
| Brasilien (PMB)                                                                              | —          | 2× Gold2   | Platin1      | —           | 110.000    | pro-musicabr.org.br               |
| Dänemark (IFPI)                                                                              | —          | 2× Gold2   | Platin1      | —           | 135.000    | ifpi.dk                           |
| Deutschland (BVMI)                                                                           | —          | 2× Gold2   | 3× Platin3   | —           | 1.200.000  | musikindustrie.de                 |
| Frankreich (SNEP)                                                                            | —          | —          | —            | Diamant1    | 272.233    | snepmusique.com                   |
| Italien (FIMI)                                                                               | —          | Gold1      | 2× Platin2   | —           | 125.000    | fimi.it                           |
| Kanada (MC)                                                                                  | —          | Gold1      | 2× Platin2   | —           | 200.000    | musiccanada.com                   |
| Mexiko (AMPROFON)                                                                            | —          | —          | Platin1      | —           | 60.000     | amprofon.com.mx                   |
| Neuseeland (RMNZ)                                                                            | —          | 3× Gold3   | 6× Platin6   | —           | 202.500    | aotearoamusiccharts.co.nz NZ2     |
| Norwegen (IFPI)                                                                              | —          | —          | Platin1      | —           | 40.000     | ifpi.no                           |
| Österreich (IFPI)                                                                            | —          | Gold1      | —            | —           | 15.000     | ifpi.at                           |
| Polen (ZPAV)                                                                                 | —          | Gold1      | Platin1      | —           | 60.000     | olis.pl                           |
| Portugal (AFP)                                                                               | —          | Gold1      | —            | —           | 5.000      | Einzelnachweise                   |
| Schweden (IFPI)                                                                              | —          | —          | 4× Platin4   | —           | 160.000    | sverigetopplistan.se              |
| Schweiz (IFPI)                                                                               | —          | Gold1      | 4× Platin4   | —           | 135.000    | hitparade.ch                      |
| Spanien (Promusicae)                                                                         | —          | 3× Gold3   | —            | —           | 60.000     | elportaldemusica.es promusicae.es |
| Vereinigte Staaten (RIAA)                                                                    | —          | 2× Gold2   | 11× Platin11 | Diamant1    | 22.000.000 | riaa.com                          |
| Vereinigtes Königreich (BPI)                                                                 | 2× Silber2 | Gold1      | 5× Platin5   | —           | 3.800.000  | bpi.co.uk                         |
| Insgesamt                                                                                    | 2× Silber2 | 22× Gold22 | 60× Platin60 | 2× Diamant2 |            |                                   |